# Discografia di Mark Knopfler
Questa pagina riporta i dati relativi alla discografia di Mark Knopfler.

## Con i Dire Straits
Come chitarrista, cantante, compositore, arrangiatore e principale produttore artistico dei Dire Straits, fra il 1978 e il 1995 Knopfler ha pubblicato nove album di registrazioni inedite, che nel complesso contano oltre 120 milioni di copie vendute.

## Album in studio
| Anno | Album                   | Posizione più alta in classifica | Posizione più alta in classifica | Posizione più alta in classifica | Posizione più alta in classifica | Posizione più alta in classifica | Posizione più alta in classifica | Posizione più alta in classifica | Posizione più alta in classifica | Posizione più alta in classifica | Posizione più alta in classifica | Posizione più alta in classifica | Certificazioni                                            |
| Anno | Album                   | UK                               | AUS                              | AUT                              | GER                              | ITA                              | NED                              | NZ                               | NOR                              | SWE                              | SWI                              | USA                              | Certificazioni                                            |
| ---- | ----------------------- | -------------------------------- | -------------------------------- | -------------------------------- | -------------------------------- | -------------------------------- | -------------------------------- | -------------------------------- | -------------------------------- | -------------------------------- | -------------------------------- | -------------------------------- | --------------------------------------------------------- |
| 1996 | Golden Heart            | 9                                | 28                               | 8                                | 5                                | 3                                | 3                                | 16                               | 2                                | 4                                | 3                                | 105                              | - UK: oro - CAN: oro                                      |
| 2000 | Sailing to Philadelphia | 4                                | 16                               | 2                                | 1                                | 1                                | 2                                | 11                               | 1                                | 2                                | 1                                | 60                               | - UK: oro - CAN: oro - FIN: oro - GER: platino - USA: oro |
| 2002 | The Ragpicker's Dream   | 7                                | 47                               | 9                                | 4                                | 5                                | 2                                | 8                                | 1                                | 5                                | 5                                | 38                               | - UK: oro - GER: oro                                      |
| 2004 | Shangri-La              | 11                               | —                                | 14                               | 3                                | 4                                | 4                                | —                                | 1                                | 3                                | 7                                | 66                               | - UK: argento - GER: oro                                  |
| 2007 | Kill to Get Crimson     | 9                                | 41                               | 10                               | 2                                | 2                                | 4                                | —                                | 2                                | 4                                | 3                                | 26                               | - UK: argento                                             |
| 2009 | Get Lucky               | 9                                | 43                               | 10                               | 2                                | 2                                | 3                                | 5                                | 1                                | 6                                | 5                                | 17                               | - UK: argento - GER: oro                                  |
| 2012 | Privateering            | 8                                | 25                               | 1                                | 1                                | 2                                | 1                                | 3                                | 1                                | 2                                | 2                                | 65                               | - UK: argento - GER: oro                                  |
| 2015 | Tracker                 | 3                                | 12                               | 1                                | 1                                | 3                                | 1                                | 4                                | 1                                | 3                                | 2                                | 14                               | - UK: argento - GER: oro                                  |
| 2018 | Down the Road Wherever  | 17                               | 14                               | 4                                | 3                                | 7                                | 5                                | 10                               | 1                                | 2                                | 1                                | 15                               |                                                           |
| 2024 | One Deep River          |                                  |                                  |                                  |                                  |                                  |                                  |                                  |                                  |                                  |                                  |                                  |                                                           |

## Raccolte
- 1993 – Screenplaying (colonne sonore)
- 2005 – Private Investigations: The Best of Dire Straits & Mark Knopfler

## EP
- 2005 – The Trawlerman's Song
- 2005 – One Take Radio Sessions
- 2024 – The Boy

## Cofanetti
- 2021 – The Studio Albums 1996-2007
- 2022 – The Studio Albums 2009-2018

## Singoli
- 1983 – Going Home: Theme of the Local Hero
- 1996 – Darling Pretty
- 1996 – Cannibals
- 1996 – Rüdiger
- 2000 – What It Is
- 2001 – Sailing to Philadelphia
- 2001 – Silvertown Blues
- 2002 – Why Aye Man
- 2004 – Boom, Like That
- 2007 – True Love Will Never Fade
- 2007 – Punish the Monkey
- 2009 – Border Reiver
- 2009 – Remembrance Day
- 2012 – Redbud Tree
- 2015 – Beryl
- 2018 – Good on You Son
- 2018 – Back on the Dance Floor
- 2024 – Ahead of the Game
- 2024 – Watch Me Gone
- 2024 – Two Pairs of Hands

## Album video
- 1996 – A Night in London

## Colonne sonore
- 1983 – Local Hero
- 1984 – Music from "Cal"
- 1984 – Comfort and Joy
- 1987 – The Princess Bride
- 1989 – Last Exit to Brooklyn
- 1998 – Wag the Dog
- 1999 – Metroland
- 2002 – A Shot at Glory
- 2016 – Altamira (con Evelyn Glennie)

## Album di duetti
- 1990 – Neck and Neck (con Chet Atkins)
- 2006 – All the Roadrunning (con Emmylou Harris)
- 2006 – Real Live Roadrunning (dal vivo, con Emmylou Harris)

## Collaborazioni con altri artisti
Nell'arco della sua carriera, Knopfler è stato chiamato a collaborare con numerosissimi artisti; segue l'elenco degli album discografici in cui il musicista britannico risulta coinvolto a vario titolo.
- The Booze Brothers, Brewers Droop (1973)
- Slow Train Coming, Bob Dylan (1979)
- Sandy McLelland & the Backline, Sandy McLelland (1979)
- Oh What a Feeling, Mavis Staples (1979)
- Gaucho, Steely Dan (1980)
- Solo in Soho, Philip Lynott (1980)
- The Philip Lynott Album, Philip Lynott (1982)
- Beautiful Vision, Van Morrison (1982)
- Release, David Knopfler (1983)
- Phil Everly, Phil Everly (1983)
- Love Over and Over, Kate & Anna McGarrigle (1983)
- Climate of Hunter, Scott Walker (1984)
- Never Told a Soul, John Illsley (1984)
- The Rock Connection, Cliff Richard (1984)
- Boys and Girls, Bryan Ferry (1985)
- Stay Tuned, Chet Atkins (1985)
- Break Every Rule, Tina Turner (1986)
- Il colore dei soldi (1986)
- ...Nothing Like the Sun, Sting (1987)
- Primitive Dance, Paul Brady (1987)
- Sails, Chet Atkins (1987)
- Soldier of Fortune, Thin Lizzy (1987)
- C.G.P., Chet Atkins (1988)
- Down in the Groove, Bob Dylan (1988)
- Glass, John Illsley (1988)
- The Shouting Stage, Joan Armatrading (1988)
- Foreign Affair, Tina Turner (1989)
- River of Time, The Judds (1989)
- Brendan Croker & the Five O'Clock Shadows, Brendan Croker (1989)
- Hell to Pay, Jeff Healey (1990)
- Knebworth: The Album (1990)
- Damn Right, I've Got the Blues, Buddy Guy (1991)
- The Bootleg Series Volumes 1–3, 1961–1991, Bob Dylan (1991)
- Honky Tonk Demos (1991)
- Seminole Wind, John Anderson (1992)
- Country Rockers (1992)
- Dulcimer Sessions, David Schnaufer (1992)
- Ain't I a Woman, Rory Block (1992)
- Cookin' with the Blues (1992)
- Citizen Steely Dan, Steely Dan (1993)
- Heartbeat, Hank Marvin (1993)
- Southwestern Cookin (1994)
- Flyer, Nanci Griffith (1994)
- Bradley Barn Sessions, George Jones (1994)
- Read My Licks, Chet Atkins (1994)
- Greatest Hits, Vol. 2, "Weird Al" Yankovic (1994)
- Adios Amigo: A Tribute to Arthur Alexander (1994)
- Long Black Veil, The Chieftains (1995)
- Confessin' the Blues (1995)
- The Way I Should, Iris DeMent (1996)
- Paradise, John Anderson (1996)
- Twang!: A Tribute to Hank Marvin & the Shadows (1996)
- Not Fade Away (Remembering Buddy Holly) (1996)
- Pickin' the Hits, Chet Atkins (1997)
- Nothin' but the Taillights, Clint Black (1997)
- Blues Legends (1997)
- Closing in on the Fire, Waylon Jennings (1998)
- Guilty: 30 Years of Randy Newman (1998)
- Man to Woman: Men of Note Sing for a Cause (1998)
- Celtic Christmas, Vol. 4 (1998)
- Tribute to Tradition (1998)
- Austin Sessions, Kris Kristofferson (1999)

- Another World, Gerry Rafferty (2000)
- Showbiz Kids: The Steely Dan Story 1972–1980 (2000)
- Prince's Trust 10th Anniversary Birthday Party (2000)
- Guitar Heroes (2001)
- Singles Collection, Hank Marvin (2001)
- Timeless: Hank Williams Tribute (2001)
- Good Rockin' Tonight: The Legacy of Sun Records (2001)
- Buried Treasures, Vol. 3, Lindisfarne (2001)
- Human, Rod Stewart (2001)
- Small World Big Band, Jools Holland (2001)
- Chet Picks on the Grammys, Chet Atkins (2002)
- Jools Holland's Big Band Rhythm & Blues, Jools Holland (2002)
- RCA Country Legends, John Anderson (2002)
- Vagabonds, Kings, Warriors, Angels, Thin Lizzy (2002)
- Parallel Tracks, the Royal Scots Dragoon Guards (2003)
- Double Shot Rocks, Alan Merrill (2003)
- Deja Vu (All Over Again), John Fogerty (2004)
- Is It Rolling Bob? A Reggae Tribute to Bob Dylan (2004)
- Very Best of Celtic Christmas (2004)
- Guitar Ballads, Hank Marvin (2004)
- B. B. King & Friends: 80, B.B. King (2005)
- Is It Rolling Bob? Dub Versions (2005)
- Just for a Thrill, Bill Wyman's Rhythm Kings (2005)
- 36 Classic Guitar Favourites, Hank Marvin (2005)
- Sea Fever, William Topley (2005)
- Prairie Home Companion Duets (2006)
- East to West, Paul Burch (2006)
- Take the Weather with You, Jimmy Buffett (2006)
- Uncovered, Tony Joe White (2006)
- Timeless (2007)
- After Midnight Live, Eric Clapton (2007)
- Songbird: Rare Tracks and Forgotten Gems, Emmylou Harris (2007)
- Earth to the Dandy Warhols, The Dandy Warhols (2008)
- Burning Your Playhouse Down, George Jones (2008)
- South of I-10, Sonny Landreth (1995)
- From the Reach, Sonny Landreth (2008)
- Legacy, Vol. 1, Jeff Healey (2009)
- Life Goes On, Gerry Rafferty (2009)
- Greatest and Latest: Just a Thrill and Live, Bill Wyman (2009)
- The Secret Policeman's Balls (2009)
- Live at Knebworth (2010)
- Streets of Heaven, John Illsley (2010)
- Just Across the River, Jimmy Webb (2010)
- Mercury, Pieta Brown (2011)
- Gathering, Diane Schuur (2011)
- Freak Flag, Greg Brown (2011)
- Back Pages, America (2011)
- A Map of the Floating City, Thomas Dolby (2011)
- Chimes of Freedom: Songs of Bob Dylan (2012)
- Impressions, Chris Botti (2012)
- Angels Without Wings, Heidi Talbot (2013)
- These Wilder Things, Ruth Moody (2013)
- Avonmore, Bryan Ferry (2014)
- Croz, David Crosby (2014)
- The Breeze: An Appreciation of JJ Cale, Eric Clapton & Friends (2014)
- Duets: Re-Working the Catalogue, Van Morrison (2015)
- Black Cat, Zucchero Fornaciari (2016)
- Stomping Ground, Dion (2021)